# (6676) Monet
(6676) Monet ist ein Asteroid des äußeren Hauptgürtels, der am 29. September 1973 von dem niederländischen Astronomenehepaar Cornelis Johannes van Houten und Ingrid van Houten-Groeneveld entdeckt wurde. Die Entdeckung geschah im Rahmen der 2. Trojaner-Durchmusterung, bei der von Tom Gehrels mit dem 120-cm-Oschin-Schmidt-Teleskop des Palomar-Observatoriums aufgenommene Feldplatten an der Universität Leiden durchmustert wurden, 13 Jahre nach Beginn des Palomar-Leiden-Surveys.
Der mittlere Durchmesser des Asteroiden wurde mithilfe des Wide-Field Infrared Survey Explorers (WISE) mit 10,929 ± 0,194 km berechnet, die Albedo mit 0,085 ± 0,019.
Der Asteroid gehört zur Themis-Familie, einer Gruppe von Asteroiden, die nach (24) Themis benannt wurde. Die zeitlosen (nichtoskulierenden) Bahnelemente von (6676) Monet sind fast identisch mit denjenigen von sieben kleineren (wenn man von der Absoluten Helligkeit von 14,2, 15,1, 15,2, 16,0, 15,8, 16,4 und 16,2 gegenüber 13,1 ausgeht) Asteroiden: (22634) 1998 MN7, (135495) 2001 XB58, (146721) 2001 XF8, (188984) 2008 FV66, (223975) 2004 XL179, (276638) 2003 UU208 und (278413) 2007 RH48.
(6676) Monet wurde am 4. April 1996 nach dem französischen Maler Claude Monet benannt. Schon 1979 war ein Einschlagkrater auf der nördlichen Hemisphäre des Planeten Merkur nach Claude Monet benannt worden: Merkurkrater Monet.